# Championnat de Gambie de football 2023-2024
Navigation
Édition précédente Édition suivante
La saison 2023-2024 du Championnat de Gambie de football est la cinquante-sixième édition de la GFA League First Division, le championnat national de première division en Gambie. Les seize équipes engagées sont regroupées au sein d'une poule unique où elles affrontent deux fois leurs adversaires, à domicile et à l'extérieur. En fin de saison, les deux derniers du classement sont relégués.

## Déroulement de la saison
Le Real de Banjul est le tenant du titre, en fin de saison il termine de nouveau à la première place et remporte son 14e titre de champion de Gambie.
Aucun club de Gambie n'obtient de licence pour participer à une compétition continentale, donc le Real Banju ne participera pas à la Ligue des champions de la CAF 2024-2025, ainsi que le vainqueur de la Coupe de Gambie, le club de deuxième division Medina United, ne participera à la Coupe de la confédération 2024-2025.

## Participants
- Banjul United
- Real de Banjul
- Marimoo FC
- Brikama United
- Armed Forces FC
- Fortune FC
- Greater Tomorrow Football Academy
- Wallidan FC
- Waa Banjul FC
- Falcons FC
- Samger  Kanifing
- Team Rhino
- Steve Biko
- Today Makes Tomorrow FC - promu de D2
- BST Galaxy - promu de D2
- Bombada - promu de D2

## Compétition

### Classement
Le classement est établi sur le barème de points suivant : victoire à 3 points, match nul à 1, défaite à 0.
| Rang | Équipe                            | Pts | J  | G  | N  | P  | Bp | Bc | Diff |
| ---- | --------------------------------- | --- | -- | -- | -- | -- | -- | -- | ---- |
| 1    | Real de Banjul T                  | 68  | 30 | 21 | 5  | 4  | 55 | 20 | +35  |
| 2    | Falcons FC                        | 52  | 30 | 15 | 7  | 8  | 35 | 24 | +11  |
| 3    | Steve Biko                        | 51  | 30 | 14 | 9  | 7  | 30 | 20 | +10  |
| 4    | Fortune FC                        | 46  | 30 | 11 | 13 | 6  | 36 | 28 | +8   |
| 5    | Team Rhino                        | 42  | 30 | 11 | 9  | 10 | 26 | 28 | -2   |
| 6    | Armed Forces FC                   | 39  | 30 | 9  | 12 | 9  | 34 | 34 | 0    |
| 7    | Greater Tomorrow Football Academy | 39  | 30 | 10 | 9  | 11 | 27 | 28 | -1   |
| 8    | Today Makes Tomorrow FC P         | 38  | 30 | 8  | 14 | 8  | 25 | 28 | -3   |
| 9    | Brikama United                    | 38  | 30 | 10 | 8  | 12 | 27 | 31 | -4   |
| 10   | BST Galaxy P                      | 37  | 30 | 9  | 10 | 11 | 26 | 30 | -4   |
| 11   | Marimoo FC                        | 36  | 30 | 8  | 12 | 10 | 22 | 25 | -3   |
| 12   | Bombada P                         | 35  | 30 | 9  | 8  | 13 | 34 | 37 | -3   |
| 13   | Banjul United                     | 35  | 30 | 8  | 11 | 11 | 25 | 28 | -3   |
| 14   | Wallidan FC                       | 35  | 30 | 9  | 8  | 13 | 22 | 27 | -5   |
| 15   | Waa Banjul FC                     | 31  | 30 | 7  | 10 | 13 | 18 | 32 | -14  |
| 16   | Samger Kanifing                   | 22  | 30 | 5  | 7  | 18 | 20 | 42 | -22  |

|  | Champion                                                                               |
|  | Qualification pour le barrage de relégation                                            |
|  | Relégation directe en deuxième division                                                |
|  | T : Tenant du titre C : Vainqueur de la Coupe de Gambie P : Promu de deuxième division |

### Barrages de relégation
Le 14e de la première division, Wallidan FC, perd contre le 5e de la deuxième division, Gambia Ports Authority, (0-1) et est relégué en D2. Dans l'autre match des barrages entre le 3e et le 4e de D2, Gambia Dutch Lions bat Elite United. Lors de la finale, Gambia Dutch Lions bat Gambia Ports Authority (2-1) et est promu en première division.

## Bilan de la saison
| Championnat de Gambie de football 2023-2024 |                            |
| Champion                                    | Real de Banjul (14e titre) |
| Coupes et trophées                          |                            |
| Vainqueur de la Coupe de Gambie 2023-2024   | Medina United              |
| Qualifications continentales                |                            |
| Ligue des champions de la CAF 2024-2025     | aucun                      |
| Coupe de la confédération 2024-2025         | aucun                      |
| Promotions et relégations                   |                            |
| Promus en First Division                    | Gambia Dutch Lions         |
| Promus en First Division                    | Hawks FC                   |
| Promus en First Division                    | Hart Academy FC            |
| Relégués en Second Division                 | Wallidan FC                |
| Relégués en Second Division                 | Waa Banjul FC              |
| Relégués en Second Division                 | Samger Kanifing            |